# Mischogyne
Mischogyne là chi thực vật có hoa trong họ Annonaceae.